# Epicypta rufa
Epicypta rufa är en tvåvingeart som först beskrevs av Lane 1948.  Epicypta rufa ingår i släktet Epicypta och familjen svampmyggor. Inga underarter finns listade i Catalogue of Life.